# Våra värsta år
Våra värsta år (engelska: Married... with Children) är en amerikansk sitcom. Serien var den första TV-serien i FOX Networks historia som visades på bästa sändningstid. Den hade premiär 5 april 1987 och det sista avsnittet sändes 9 juni 1997. Serien handlar om en dysfunktionell familj från Chicago. Serien skapades av Michael G. Moye och Ron Leavitt.
Med sina 11 säsonger och 262 avsnitt är det den komediserie som har sänts näst längst tid av tv-kanalen FOX (endast The Simpsons har sänts längre) och den komedi med studiopublik som det producerats flest avsnitt av. Vinjettmusiken "Love and Marriage" framförs av Frank Sinatra. Serien skämtade om många känsliga ämnen och ansågs av många vara provokativ. Kontroverserna kring serien bidrog till att FOX blev en av de stora kanalerna tillsammans med ABC, NBC och CBS i USA.
I ett antal länder har det gjorts kopior av Våra värsta år. De flesta har varit mindre framgångsrika, men serien Schastlivy Vmeste ("Lyckliga tillsammans") har blivit mycket populär i Ryssland. I serien, som är producerad med tillstånd av FOX, får tittarna följa skoförsäljaren Al Bundy och hans familj.

## Handling
Serien följer familjen Bundy. Pappa Al arbetar som skoförsäljare och hans fru Peggy är hemmafru, känd för sin stora puffiga frisyr, 1960-talskläder samt sin anmärkningsvärda gångstil i högklackade skor. De har två barn: Kelly, den attraktiva, lösaktiga och ointelligenta dottern, och sonen Bud, impopulär och tjejgalen men den ende familjemedlemmen som har studerat på college.
Familjen har en hund som heter Buck, som bitvis spelar en framträdande roll i handlingen, senare i sin reinkarnerade form som cockerspanieln Lucky. Deras grannar är det snobbiga paret Steve och Marcy Rhoades (senare med sin andra make Jefferson D'Arcy). De flesta avsnitten handlar om hur Al smider planer som alltid går i stöpet på grund av hans knasigheter och ständiga otur.

## Rollista

### Huvudroller
- Ed O'Neill - Al Bundy (1987-1997)
- Katey Sagal - Peggy Bundy (1987-1997)
- Christina Applegate - Kelly Bundy (1987-1997)
- David Faustino - Bud Bundy (1987-1997)
- Amanda Bearse - Marcy Rhoades-Darcy (1987-1997)
- David Garrison - Steve Rhoades (1987-1990)
- Ted McGinley - Jefferson Darcy (1991-1997)

## Sändning i Sverige
Våra värsta år har i Sverige visats på TV3 och ZTV ett flertal gånger. År 2006 återkom serien i svensk tv efter ett antal års frånvaro. Det var den då nystartade kanalen TV6 som visade serien från första avsnittet.

## Karaktärerna

### Familjen Bundy

#### Al Bundy
Pappan i familjen, spelad av Ed O'Neill, är dömd att misslyckas med allt han företar sig på grund av "Bundyförbannelsen" (en: Bundy Curse). Han har, enligt serien, världens sämsta jobb — försäljare av damskor. Al gillar att titta på TV, speciellt favoritprogrammet Psycho Dad. Han tycker även om kvinnor med stora bröst och att dricka öl. Han älskar sin fru väldigt mycket även om han säger att han inte gör det och hans absoluta största fasa är när hon vill ha sex. Han berättar ofta om sina glansdagar som football-stjärna i highschool. Han är även högsta huvudet i klubben No Ma'am (National Organization of Men Against Amazonian Masterhood), som innehåller andra gifta män som är trötta på sina fruar.
Ofta när det är allvar så tar han på sig sin blåa fotbollströja från Polk High, vilket var namnet på hans High School. Han lever fortfarande på minnena från när han gjorde fyra touchdowns i en match och valdes till värdefullaste spelaren 1966.

#### Peggy Bundy
Mamman, som spelas av Katey Sagal, är en hemmafru som äter godis och tittar på tv hela dagarna, särskilt Oprah Winfrey. Hon vill inte laga mat, städa eller ta hand om familjen som en mer traditionell hemmafru brukar göra och hon älskar att beställa en massa olika onödiga saker från tv-shoppen. Dessutom vägrar hon att söka jobb. Hon försöker ofta ha sex med Al som ibland motvilligt rycks med. Annars brukar hon använda sina sexleksaker.

#### Kelly Bundy
Kelly är äldsta barnet och storasyster, spelad av Christina Applegate. Hon är en blekt blondin som uppfyller de flesta bilder av en typisk bimbo. Hon har väldigt lätt att träffa pojkar och har låg IQ. Hon föddes som smart men efter en bilolycka när hon var ung blev hon korkad. De sluskiga pojkvänner hon brukar dra hem får ofta stryk av Al och kastas sedan ut.

#### Bud Bundy
Bud är yngsta barnet och lillebror, spelad av David Faustino. Han är väldigt impopulär bland flickorna. Det är hans stora problem i livet, men lite tröst hittar han i en uppblåsbar docka. Han gillar att reta sin storasyster Kelly men får ofta kommentarer tillbaka.

#### Buck
Familjen Bundys hund (Briard), vars röst görs av författaren och producenten Kevin Curran samt Cheech Marin. Buck gick i pension i säsong 10 och ersattes av Lucky (spaniel) som var Bucks reinkarnation.

### Grannarna

#### Marcy Rhoades-D'Arcy
Marcy är granne till familjen Bundy och spelas av Amanda Bearse. Hon jobbar på bank, är feminist och alltid i konflikt med grannen Al Bundy. Hon gillar att reta familjen Bundy med sin enerverande humor men råkar ofta ut för något elände till slut.

#### Steve Rhoades
Marcys första make (säsong 1-4) spelas av David Garrison. Han uppfattas som snobbig men ibland rycks han med i Als planer. Steve jobbar på en bank, lämnade Darcy och blev skogvaktare.

#### Jefferson D'Arcy
Marcys andra make (säsong 5-11) spelas av Ted McGinley. Han är en hemmaman som lever på sin fru Marcy, som är chefen i hemmet. Han är också kompis med Al. Tillsammans med frun är han gudfruktig, trevlig och gör vad frun än säger. Med polarna är han en vanlig gift slusk som går på strippklubbar med Al och gänget.

## Serietidningen
Våra värsta år kom även ut som en svensk serietidning. Sex nummer kom ut mellan 1992 och 1993.